# آلبرتین مونتویا
آلبرتین مونتویا (انگلیسی: Albertin Montoya؛ زادهٔ ۱۹ فوریهٔ ۱۹۷۵) بازیکن و مربی فوتبال اهل کوبا-ایالات متحده آمریکا است.
از باشگاه‌هایی که در آن بازی کرده‌است می‌توان به گلد پراید و باشگاه فوتبال سن‌خوزه ارث‌کوئیکز اشاره کرد.
وی همچنین در تیم‌های ملی فوتبال بازی کرده‌است.